# دفنة هشة الأزهار
دفنة هشة الأزهار (الاسم العلمي:Daphne tenuiflora) هي نوع من النباتات تتبع جنس الدفنة من الفصيلة المثنانية.